# Lawson Tamastadion
Lawson Tama Stadium is een stadion in Honiara, Salomonseilanden. Er kunnen meerdere sporten worden beoefend, maar momenteel wordt het vooral gebruikt voor voetbalwedstrijden. Er is geen officiële aantal toeschouwers dat naar binnen kan omdat het stadion omringd wordt door gras. Het aantal toeschouwers dat naar binnen kan wordt geschat op rond de 25.000.
Op 9 oktober 2004 werd de finale van de Oceania Nations Cup 2004 in dit stadion gehouden. Verder is dit stadion ook gebruikt voor alle wedstrijden van de OFC Nations Cup 2012. in 2018 werd het Oceanisch kampioenschap voetbal onder 16 hier gespeeld.